# Itata (provincie)
Itata is een provincie van Chili in de regio Ñuble. De provincie telde 53.832 inwoners in 2017 en heeft een oppervlakte van 2747 km². Hoofdstad is Quirihue. Itata is de oudste wijnregio van Chili.

## Gemeenten
Itata is verdeeld in zeven gemeenten:
- Cobquecura
- Coelemu
- Ninhue
- Portezuelo
- Quirihue
- Ránquil
- Treguaco